# الطريق السريع تزنيت الداخلة.
الطريق السريع تزنيت الداخلة، الذي يندرج في إطار النموذج التنموي الجديد للأقاليم الجنوبية الذي أعطى انطلاقته العاهل المغربي الملك محمد السادس بمناسبة تخليد الذكرى الأربعين لانطلاق المسيرة الخضراء، يروم هيكلة الطريق الوطنية رقم 1 على طول 1055 كيلومترا.

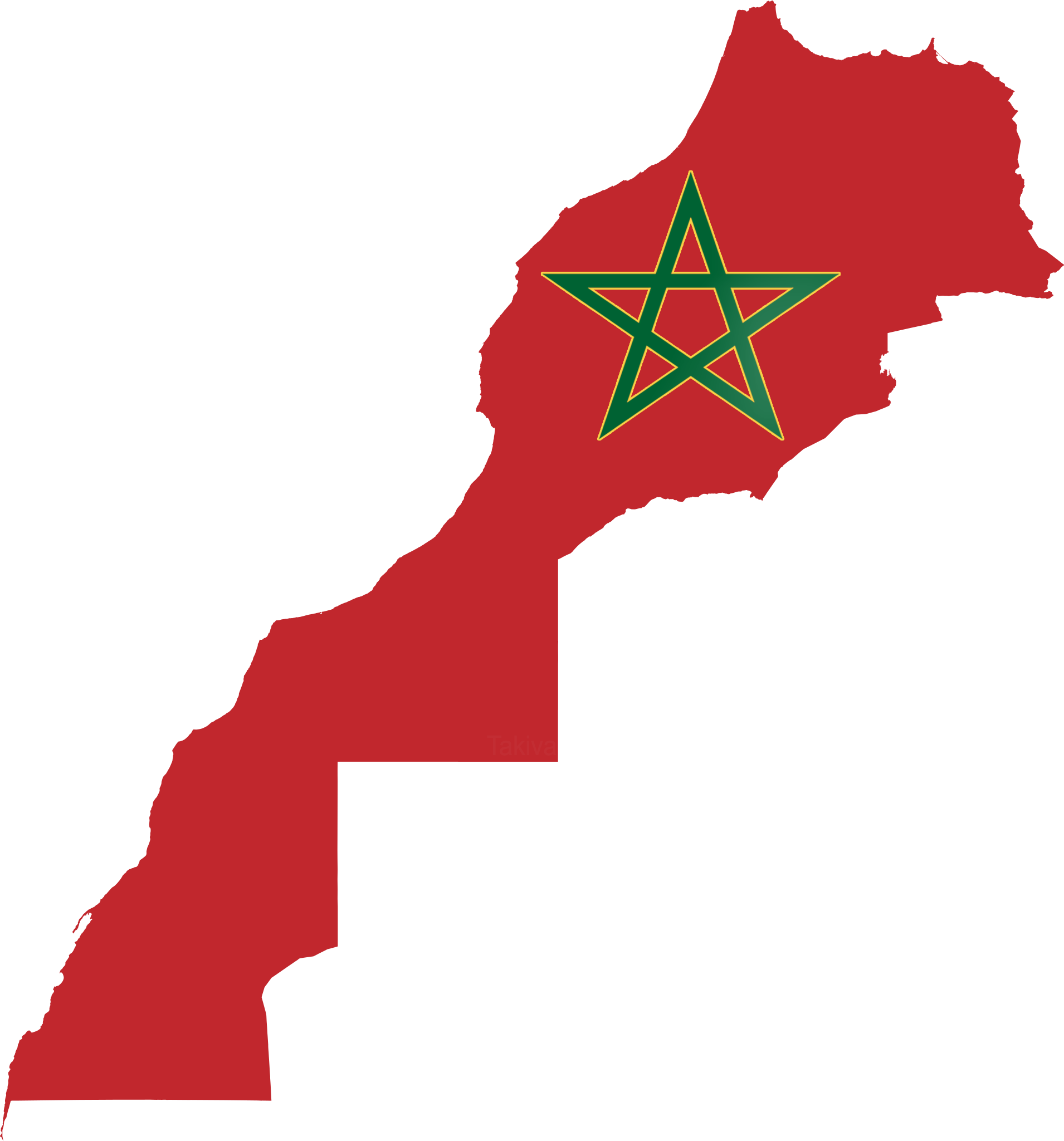

## الجهات الممولة
وقد شكل هذا المشروع موضوع اتفاقية شراكة وقعت شهر فبراير 2015 بين ثلاث وزارات هي وزارة الداخلية ووزارة الاقتصاد والمالية ووزارة التجهيز والنقل واللوجستيك والماء فضلا عن أربع جهات، وذلك بمبلغ إجمالي يناهز 8.5 مليار درهم. وقد حددت الاتفاقية مدة الإنجاز بين 2016 و2021، حيث انتهت المرحلة المتعلقة بالدراسات التي دامت بين سنتي 2016 و2018، في حين دامت المرحلة المرتبطة بإطلاق طلبات العروض والمصادقة على الصفقات سنتي 2017 و2018، إضافة إلى مرحلة إطلاق الأشغال سنة 2017، حيث توجد هذه الأشغال في طور الإنجاز.

## مراحل المشروع
ويتم إنجاز المشروع على جزئين منفصلين، حيث يتصف كل جزء منهما بخاصيات تقنية وطبيعية وسوسيو-اقتصادية مختلفة، يمكن تقديمها كالتالي:
```
الطريق السريع بين 
تزنيت
 
والعيون
 المتكون من مقطع تزنيت-كلميم بين النقطة الكيلومترية 0 والنقطة الكيلومترية 114، مع مدار لمدينة تزنيت ومدينة 
كلميم
، ومقطع كلميم-العيون بين النقطة الكيلومترية 114 و520، وهو مقطع مجاور للطريق الوطنية رقم 1 مع بعض التعديلات في المسار عند مصادفة إكراهات 
كالتضاريس
 والمنحدرات الخطيرة والانعراجات الكبيرة وغيرها.
[
4
]
[
5
]
```

```
توسيع الطريق الوطنية رقم 1 بين مدينتي العيون والداخلة (النقطة الكيلومترية 1040) من خلال توسعة وتحسين جودة الطريق الوطنية رقم 1 الرابطة بين العيون 
والداخلة
 مرورا 
ببوجدور
.
[
4
]
[
6
]
```

## بعض أرقام عن المشروع
كما يتضمن المشروع إنجاز 13 منشأة فنية وتثنية ثلاث منشآت فنية وإنجاز مدارات للمدن التي ستعبرها الطريق السريع (تزنيت وكلميم وطانطان والوطية والعيون).
ويروم هذا المشروع المهيكل إلى تزويد الأقاليم الجنوبية للمملكة بمحور طرقي يتصف بأعلى المعايير الدولية ودرجة عالية من السلامة.

## أهداف المشروع
كما تهدف هذه الطريق السريعة إلى تقليص مدة التنقل، وتجنب الانقطاعات على مستوى الطرق بسبب الفيضانات وزحف الرمال وتسهيل نقل البضائع من وإلى مدن الجنوب مع تحسين الربط مع أهم المراكز الوطنية للإنتاج والتوزيع فضلا عن خلق باحات استراحة ومواقف للشاحنات.
هذه الطريق، التي ستكون بمثابة رافعة هامة للاستثمارات، ستمكن من التأثير بشكل إيجابي ومباشر على ساكنة المنطقة التي يقدر عددها ب 2،2 مليون نسمة موزعة على 10 أقاليم، كما ستساهم في تطوير التنمية الاجتماعية والاقتصادية لأربع جهات من المملكة: منطقة سوس ماسة وكلميم وادي نون والعيون الساقية الحمراء والداخلة وادي الذهب.